# بيرتي كينغ
بيرتي كينغ (بالإنجليزية: Bertie King)‏ هو عازف جاز جامايكي، ولد في 1912، وتوفي في 1981.